# 61gy busz (Budapest)
A budapesti 61-es (gyors 61-es) jelzésű autóbusz az Örs vezér tere és Rákoskeresztúr, Kis utcai lakótelep között közlekedett. A viszonylatot a Budapesti Közlekedési Zrt. üzemeltette.

## Története
1985. december 2-ától 61-es jelzéssel új gyorsjárat közlekedett az Örs vezér tere és Rákoskeresztúr, Kis utca között. 2007. november 5-étől nem érintette az Orion és az Atheneum Nyomda–Kozma utca megállópárt, ellenben mindkét irányban megállt Rákos vasútállomásnál és az 509. utca megállóhelyen. 2008. szeptember 8-án jelzése 161A-ra módosult és minden megállóban megállt.

## Útvonala
| Rákoskeresztúr, Kis utcai lakótelep felé:                                                                       | Örs vezér tere felé:                                                                                           |
| --- | --- |
| Örs vezér tere vá. – Fehér út – Élessarok – Jászberényi út – Pesti út – Rákoskeresztúr, Kis utcai lakótelep vá. | Rákoskeresztúr, Kis utcai lakótelep vá. – Kis utca – Pesti út – Jászberényi út – Fehér út – Örs vezér tere vá. |

## Megállóhelyei
| 0  | Örs vezér tere végállomás                      | 21 | Gödöllői és csömöri HÉV 31, 32, 44, 45, 61, 61E, 67, 85, 85, 100, 131, 144, 168, 176E, 231, 244, 276E, 277, Rákoskert 3, 62, 62A 81, 82 |
| 4  | Élessarok                                      | ∫  | 61, 62, 85, 168 3, 28, 37, 37A, 62, 62A                                                                                                 |
| ∫  | Sörgyár                                        | 16 | 61, 62, 85, 168 28, 37, 37A |
| 6  | Maglódi út                                     | 14 | 61, 62, 168 28, 37 |
| 8  | Porcelán utca                                  | 11 | 61, 62, 168 |
| 9  | Rákos vasútállomás                             | 10 | 61, 62, 168 Rákos |
| 13 | Rézvirág utca                                  | 7  | 61, 62, 67, 68, Keresztúr |
| 15 | 501. utca                                      | 5  | 61, 62, 68, Keresztúr |
| 16 | 509. utca                                      | 4  | 61, 62 |
| 18 | Borsó utca                                     | 2  | 61, 62, 67, 176E, Keresztúr |
| 20 | Kis utca                                       | 1  | 61, 62, 80, Keresztúr |
| 22 | Rákoskeresztúr, Kis utcai lakótelep végállomás | 0  | |